# Emanuele De Roxas
Emanuele De Roxas   (Reggio de Calàbria, 1 de gener de 1827 - Nàpols, 4 de gener de 1891) fou un compositor italià.
Es va graduar al Conservatori napolità de "San Pietro a Majella", on fou alumne Francesco Ruggi i Giacomo Cordella (composició), Girolamo Crescentini i Alessandro Busti (cant). El 1848 debutà a Nàpols amb l'òpera La fille du sergent, seguida de dues més, Gisella (1852) i Rita (1857). Després de la recepció freda que va tenir Rita, de Roxas es va dedicar principalment a la música d'església: és propietari de l'oratori Les set paraules de Jesucrist, diverses misses i molts motets. A més, des del 1873 es va dedicar a l'ensenyament al conservatori natal: entre els seus estudiants hi ha cantants destacats italians com Aurelia Cattaneo, Mario Tiberini, Luigi Colonnese.
La Serenata de Roxas "O ben tornato amore" va ser enregistrada el 1918 per Giovanni Martinelli.

## Obres de més difusió
- Canti napoletani d'autore dell'ottocento: per voce e pianoforte
- Muzio, Claudia: Complete HMV (1911) i Edison (1920-25)
- Martinelli, Giovanni: Gravacions acústiques completes 1912-1924
- Gisella: opera còmica en tres actes
- Rita: melodrama en tres actes
- Rita: melodrama en tres actes; de representació al Real Teatre del Fondo
- Eco del Vesuvio: escollida per al llibre de cançons napolitanes de Guillaume Louis Cottrau
- Il Pugnaletto. Ballata spagnola
- Lu core muorto
- Lu dispietto.